# Angelito negro (culto)
El Angelito negro es una figura de culto popular mexicano el cual es una representación del Diablo. Es venerado como un santo popular y narcosanto, en el  neopaganismo popular mexicano.
El culto surgió a principios del siglo XXI en Pachuca, Estado de Hidalgo, en torno a la llamada Catedral de la Santa Muerte.

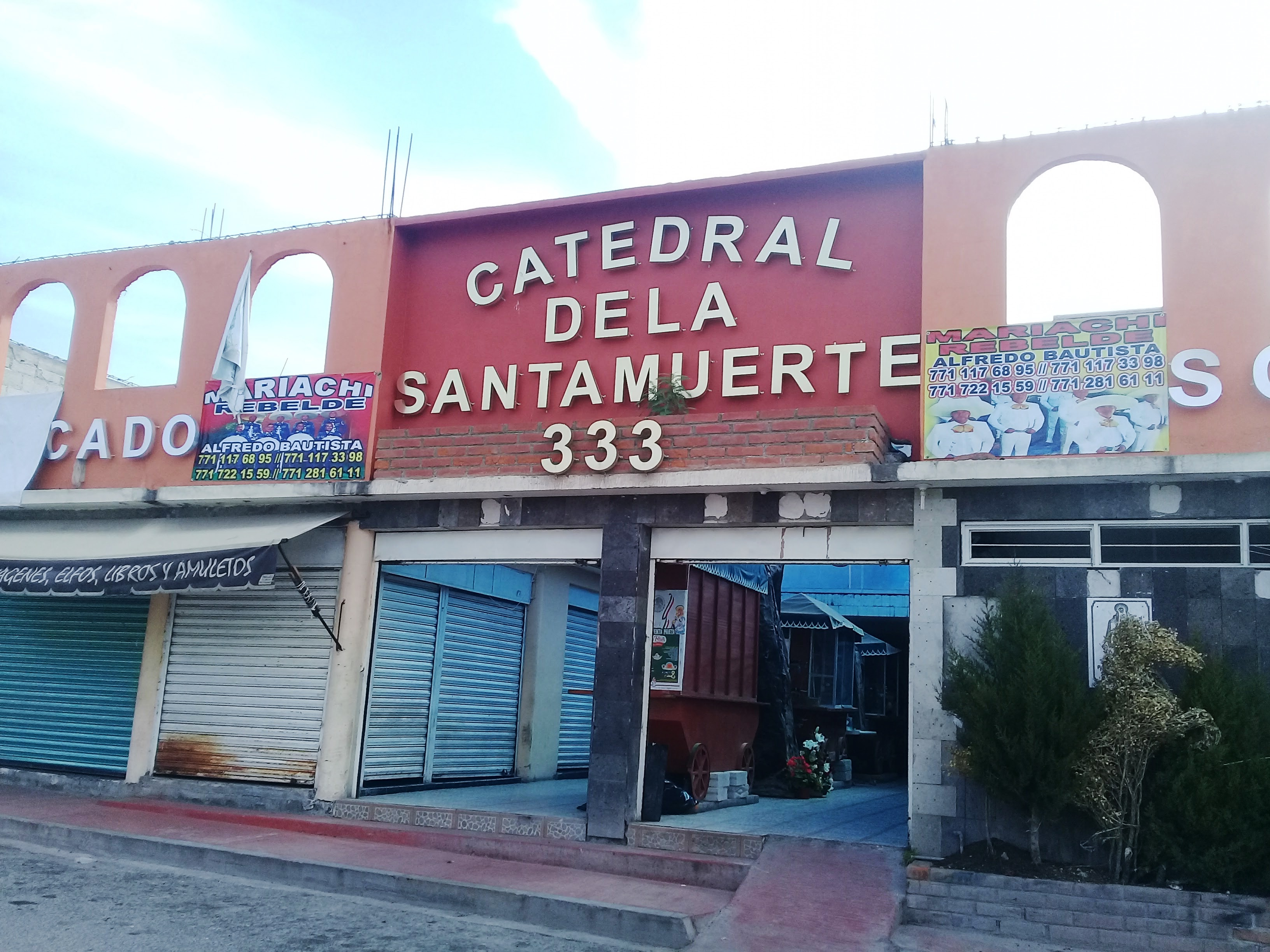
Catedral de la Santa Muerte en Pachuca, lugar de origen del culto al Angelito negro

Su figura es representada como una escultura de un diablo de color negro o rojo con enormes cuernos. Usualmente sentado y vestido con esmoquin o con atuendo de mariachi.
Sus devotos suelen rendirle culto con ofrendas cada primer viernes del mes. Si bien, su fecha más importante es el 1 de noviembre. Su culto frecuentemente aparece vinculado al de la Santa Muerte, otra santa del culto popular mexicano.
En la actualidad su devoción se ha extendido por todo el territorio nacional mexicano, así como otros países de Latinoamérica. Además de Pachuca, otro de los epicentros de su culto es el barrio bravo de Tepito en la Ciudad de México, que también es el epicentro del culto a la Santa Muerte.
Se trata de un culto condenado por la Iglesia católica y otras denominaciones cristianas.